# Sybra ceylonensis
Sybra ceylonensis là một loài bọ cánh cứng trong họ Cerambycidae.